# I Liceum Ogólnokształcące im. Jana Kasprowicza w Świdnicy
I Liceum Ogólnokształcące im. Jana Kasprowicza – liceum ogólnokształcące w Świdnicy, znajdujące się przy ulicy Pionierów Ziemi Świdnickiej 30. Najdłużej działające liceum w Świdnicy.

## Historia
Budynek, w którym obecnie mieści się I LO powstał w 1912, w czasach, gdy Świdnica była miastem na prawach powiatu w rejencji wrocławskiej w Cesarstwie Niemieckim. 1 lipca tamtego roku otworzono w nim zespół ewangelickich szkół żeńskich – szkołę średnią dla dziewcząt i wyższe seminarium dla nauczycielek szkół podstawowych (zwanych też szkołami ludowymi). Te szkoły połączono w 1923 z inną szkołą średnią, a połączoną placówkę nazwano Friedrichschule (szkoła Fryderyka, szkoła im. Fryderyka). Po II WŚ budynek trafił w ręce Armii Czerwonej i otworzono w nim klub oficera radzieckiego.
Samo I LO było pierwszą szkołą średnią powstałą w Świdnicy po zakończeniu II wojny światowej. Pierwszym dyrektorem placówki był Mieczysław Kozar-Słobódzki, a jej siedziba mieściła się w budynku przy ul. Równej 11 (w którym obecnie mieści się II Liceum Ogólnokształcące). W październiku 1945 szkoła otrzymała patronat Jana Kasprowicza i funkcjonowała jako Państwowe Koedukacyjne Gimnazjum i Liceum im. Jana Kasprowicza. W 1946 roku dyrektorem szkoły został Zygmunt Żytkowski. Rok później liceum otrzymało sztandar. Na początku lat 50. liceum czterokrotnie zmieniało siedzibę, wpierw do budynku przy ul. 1 Maja, następnie przy ul. Folwarcznej, w 1954 roku przy ul. Budowlanej 7, a w 1955 – przy ul. Muzealnej 4. W 1952 roku otrzymało nazwę I Liceum Ogólnokształcące im. Jana Kasprowicza. W 1970 roku szkoła otrzymała drugi sztandar, a w 1974 – hymn. W 1990 roku liceum otrzymało budynek przy ul. Pionierów. W 1991 roku nastąpiło rozpoczęcie współpracy ze szkołami Wieland-Gymnasium i Pestalozzi-Gymnasium z Biberach an der Riß. W 2014 roku przy szkole wybudowano bulodrom.

## Wyróżnienia
- Odznaka XV-lecia Wyzwolenia Dolnego Śląska
- Medal XXV-lecia Odzyskania Dolnego Śląska
- Medal Komisji Edukacji Narodowej
- Medal „Zasłużony dla Miasta i Powiatu Świdnica”
- Medal Pamiątkowy XXXV-lecia Działalności Harcerstwa w Świdnicy
- Odznaka Za Zasługi dla Województwa Wałbrzyskiego
- Złota tarcza miesięcznika „Perspektywy”

## Dyrektorzy
- 1945–1946: Mieczysław Kozar-Słobódzki
- 1946–1950: Zygmunt Żytkowski
- 1950–1951: Paweł Wrzeszczyński-Polański
- 1951–1952: Konstanty Kochanowski
- 1952–1965: Józef Wilczak
- 1965–1976: Czesława Bednarska
- 1976–1977: Michał Kochan
- 1977–1980: Czesława Bednarska
- 1980–1983: Edward Mazur
- 1984–1985: Henryk Zawada
- 1985–1986: Edward Mazur
- 1986–2001: Henryk Zawada
- od 2001: Robert Kaśków[4]

## Znani absolwenci
- Aleksander Kopeć[3] – polski polityk i inżynier mechanik, działacz społeczny. Reprezentant Polski w koszykówce, wiceprezes Rady Ministrów (1980–1981) i minister przemysłu maszynowego (1975–1980)
- Tomasz Hrynacz[5] – polski poeta, zaliczany przez krytykę do nurtu metafizycznego w najnowszej poezji polskiej
- Antoni Matuszkiewicz – polski poeta, prozaik, dramaturg, publicysta
- Michał Sośnicki – polski szachista
- Marcin Wodziński – polski historyk i judaista